# ماگنوس کیرت
ماگنوس کیرت (استونیایی: Magnus Kirt؛ زادهٔ ۱۰ آوریل ۱۹۹۰) پرتاب‌گر نیزه اهل استونی است.
وی در مسابقات کشوری و بین‌المللی در مجموع برندهٔ ۱ مدال برنز شده‌است.